# Oumar Diakité
Oumar Diakité (ur. 20 grudnia 2003 w Bingerville) – iworyjski piłkarz, występujący na pozycji napastnika we francuskim klubie Stade de Reims oraz w reprezentacji Wybrzeża Kości Słoniowej. Zwycięzca Pucharu Narodów Afryki 2023.

## Statystyki

### Klubowe
Na podstawie:
| Klub              | Sezonów | Liga           | Liga  | Liga   | Puchar krajowy | Puchar krajowy | Kontynentalne | Kontynentalne | Suma  | Suma   |
| Klub              | Sezonów | Liga           | Mecze | Bramki | Mecze          | Bramki         | Mecze         | Bramki        | Mecze | Bramki |
| ----------------- | ------- | -------------- | ----- | ------ | -------------- | -------------- | ------------- | ------------- | ----- | ------ |
| ASEC Mimosas      | ?       | Ligue 1 MTN    | ?     | ?      | ?              | ?              | 6             | 2             | 6     | 2      |
| Red Bull Salzburg | 1       | ÖFB Bundesliga | 0     | 0      | 0              | 0              | –             | –             | 52    | 6      |
| FC Liefering      | 2       | 2. Liga        | 35    | 12     | 0              | 0              | –             | –             | 35    | 12     |
| Stade de Reims    | 1       | Ligue 1        | 15    | 2      | 0              | 0              | –             | –             | 15    | 2      |
|                   | Łącznie | Łącznie        | 50    | 14     | 0              | 0              | 6             | 2             | 56    | 16     |

### Reprezentacyjne
Na podstawie:
| Mecze i gole w reprezentacji podczas Pucharu Narodów Afryki 2023 | Mecze i gole w reprezentacji podczas Pucharu Narodów Afryki 2023 | Mecze i gole w reprezentacji podczas Pucharu Narodów Afryki 2023 | Mecze i gole w reprezentacji podczas Pucharu Narodów Afryki 2023 | Mecze i gole w reprezentacji podczas Pucharu Narodów Afryki 2023 | Mecze i gole w reprezentacji podczas Pucharu Narodów Afryki 2023 | Mecze i gole w reprezentacji podczas Pucharu Narodów Afryki 2023 | Mecze i gole w reprezentacji podczas Pucharu Narodów Afryki 2023 |
| Lp.                                                              | Data                                                             | Miasto                                                           | Przeciwnik                                                       | Wynik                                                            | Gole                                                             | Inne                                                             | Faza rozgrywek                                                   |
| ---------------------------------------------------------------- | ---------------------------------------------------------------- | ---------------------------------------------------------------- | ---------------------------------------------------------------- | ---------------------------------------------------------------- | ---------------------------------------------------------------- | ---------------------------------------------------------------- | ---------------------------------------------------------------- |
| 1.                                                               | 18.01.2024                                                       | Abidżan                                                          | Nigeria                                                          | 0:1 (0:0)                                                        |                                                                  |                                                                  | Faza grupowa                                                     |
| 2.                                                               | 21.01.2024                                                       | Abidżan                                                          | Gwinea Równikowa                                                 | 0:4 (0:1)                                                        |                                                                  |                                                                  | Faza grupowa                                                     |
| 4.                                                               | 30.01.2024                                                       | Jamusukro                                                        | Senegal                                                          | 1:1 (k. 5:4)                                                     |                                                                  |                                                                  | 1/8 finału                                                       |
| 5.                                                               | 03.02.2024                                                       | Jamusukro                                                        | Mali                                                             | 2:1 (0:0)                                                        | 120+2'                                                           | 111', 120+3',                                                    | Ćwierćfinał                                                      |

## Sukcesy

### Reprezentacja Wybrzeża Kości Słoniowej
- Puchar Narodów Afryki:   Mistrzostwo: 2023[4]